# Gibbaranea
A Gibbaranea a hálószövő pókok egy nemzetsége, amit először Allan Frost Archer írt le 1951-ben.

## Rendszertani felosztásuk
A nemzetséget 2019 Áprilisáig 13 fajra oszthatjuk fel:
- Gibbaranea abscissa (Karsch, 1879) – Oroszország (Távol kelet), Kína, Korea, Japán
- Gibbaranea bifida Guo, Zhang & Zhu, 2011 – Kína
- Gibbaranea bituberculata (Walckenaer, 1802) – Európa, Törökország, Izrael, Oroszország, Közép-Ázsiától Kínáig, Japán, India
- Gibbaranea bruuni Lissner, 2016 – Portugália, Spanyolország, Algéria, Tunézia
- Gibbaranea gibbosa (Walckenaer, 1802) – Európa, Törökország, Kaukázus
  - Gibbaranea g. confinis (Simon, 1870) – Spanyolország, Franciaország (Korzika)
- Gibbaranea hetian (Hu & Wu, 1989) – Oroszország (Dél-Szibéria), Kína, Mongólia
- Gibbaranea indiana Roy, Saha & Raychaudhuri, 2015 – India
- Gibbaranea nanguosa Yin & Gong, 1996 – Kína
- Gibbaranea occidentalis Wunderlich, 1989 – Azori-szigetek
- Gibbaranea omoeda (Thorell, 1870) – Európa, Oroszország, Japán
- Gibbaranea tenerifensis Wunderlich, 1992 – Kanári-szigetek
- Gibbaranea ullrichi (Hahn, 1835) – Európától Kelet-Ázsiáig